# Torneo de Navidad de waterpolo Portugalete
El Torneo de Navidad de waterpolo Portugalete es una competición de waterpolo celebrada en la localidad de Portugalete. Es memorial Miguel Ángel Navarro, que fue presidente del club durante muchos años.
Lo organiza la Deportiva Náutica Portugalete. 

## Palmarés
| N.º  | Año  | Primero                       | Segundo                       | Tercero                       | Cuarto                        |
| ---- | ---- | ----------------------------- | ----------------------------- | ----------------------------- | ----------------------------- |
| XV   | 2014 | Club Natació Sant Andreu      | CN Rubí                       | Deportiva Náutica Portugalete | Casablanca                    |
| XIV  | 2013 | Selección Juvenil Catalana    | Waterpolo Navarra             | Club Natación Helios          | Deportiva Náutica Portugalete |
| XIII | 2012 | Deportiva Náutica Portugalete | Escuela Waterpolo Zaragoza    | Club Deportivo Bilbao         | 4 Caminos                     |
| XII  | 2011 | Escuela Waterpolo Zaragoza    | C.N. Tres Cantos              | U.E. Horta                    | Deportiva Náutica Portugalete |
| XI   | 2010 | Unión Sant Bruno de Burdeos   | Deportiva Náutica Portugalete | CN Marbella                   | Oiasso                        |
| X    | 2009 | Club Natación Helios          | Casablanca                    | Deportiva Náutica Portugalete | Getxo                         |
| IX   | 2008 | Deportiva Náutica Portugalete | CN Coruña                     | CN Avilés                     |                               |
| VIII | 2007 | Askartza                      | Deportiva Náutica Portugalete | Máster Askartza               | Waterpolo Santiago            |
| VII  | 2006 | CN Rubí                       | CN Coruña                     | Deportiva Náutica Portugalete |                               |
| VI   | 2005 | CN Concepción                 |                               |                               |                               |
| V    | 2004 | CN Santiago                   |                               |                               |                               |
| IV   | 2003 | CN Pozuelo                    |                               |                               |                               |
| III  | 2002 | CN Rubí                       |                               |                               |                               |
| II   | 2001 | Club Natación Helios          |                               |                               |                               |
| I    | 2000 |                               |                               |                               |                               |